# Heidelieveheersbeestje
Het heidelieveheersbeestje (Chilocorus bipustulatus) is een kever uit de familie van de lieveheersbeestjes (Coccinellidae). De wetenschappelijke naam van de soort werd in 1758 als Coccinella bipustulata gepubliceerd door Carl Linnaeus in de tiende editie van Systema naturae.
De kever wordt 2 tot 4 mm lang. De kleur van de dekschilden is bruin tot zwart met op elk dekschild een rode veeg, vaak in twee stukken. Hij kan verward worden met het wat grotere niervleklieveheersbeestje. 
Het heidelieveheersbeestje voedt zich met schildluizen. De soort is ingezet voor biologische bestrijding van Parlatoria blanchardi in Afrika.
De soort komt voor in het Palearctisch en Nearctisch gebied. De habitat bestaat uit heidegebied.